# موراي نيومان
موراي نيومان (بالإنجليزية: Murray Newman)‏ هو عالم حيوانات أمريكي، ولد في 1924، وتوفي في 18 مارس 2016.